# FV 1500
Die Frachtschiffe der Baureihe FV 1500 sind RoRo-Schiffe der dänischen Frederikshavn Værft.

## Geschichte
Der Schiffstyp war eine Weiterentwicklung des kleineren FV 610. Hergestellt wurde die Serie von 1982 bis 1984 in neun Einheiten für die Mercandia Rederierna Per Henriksen in Kopenhagen. Später entwickelte die Werft den Typ zum nochmals größeren FV 2100 weiter. Verhältnismäßig viele Einheiten des 1500-Typs wurden später umgebaut, einige zu kombinierten Passagier- und Autofähren und gleich drei der Schiffe zu Kabellegern. So wurde die Mercandian Admiral II im Jahr 1989 bei der dänischen Dannebrog Vaerft in Aarhus zu einem RoPax-Fährschiff umgebaut. Das nun als Heimdal bezeichnete Schiff konnte auf zwei Ebenen 400 Personenkraftwagen oder 50 Lastkraftwagen aufnehmen. Die Passagierkapazität belief sich auf 500 Passagiere. Für den Umbau des Schiffs fielen Kosten in Höhe von 65 Millionen dänischen Kronen an.

## Die Schiffe
| Die Frachtmotorschiffe des Typs FV 1500 | Die Frachtmotorschiffe des Typs FV 1500 | Die Frachtmotorschiffe des Typs FV 1500 | Die Frachtmotorschiffe des Typs FV 1500                 | Die Frachtmotorschiffe des Typs FV 1500 |
| Bauname                                 | Stapellauf/ Ablieferung                 | Baunummer/ IMO-Nummer                   | Auftraggeber                                            | Umbenennungen und Verbleib |
| --------------------------------------- | --------------------------------------- | --------------------------------------- | ------------------------------------------------------- | --- |
| Mercandian President                    | 30. April 1982 / August 1982            | 401/ 8027808                            | Mercandia Rederierna Per Henriksen, Kopenhagen          | 1984 President, 1986 Mercandian President, 1987 Umbau zur Auto- und Passagierfähre, 1988 Lodbrog, 1998 in Nakskov aufgelegt, 1999 bei Cammel Laird in Hebburn zum Kabelleger umgebaut, 2000 Wave Mercury, 2010 CS Fu An, 2021 Yauza, so in Fahrt |
| Mercandian Governor                     | 2. März 1982 / September 1982           | 402/ 8027810                            | Mercandia Rederierna Per Henriksen, Kopenhagen          | 1984 Governor, 1985 Mercandian Governor, 1988 Umbau zur Auto- und Passagierfähre Kraka, 1998 in Nakskov aufgelegt, 1999 bei Cammel Laird in Hebburn zum Kabelleger umgebaut, 2000 Wave Venture, 2017 Limin Venture, so in Fahrt                  |
| Mercandian Ambassador II                | 11. Februar 1982 / 18. März 1983        | 403/ 8100064                            | K/S Merc-Scandia XXXII P/R (Per Henriksen), Kopenhagen  | 1984 Ambassador II, 1985 Mercandian Ambassador II, 1987 Azilal, 2002 Rose, 2005 NMT Rose, 2007 Winco Rose, 2009 Noora Moon I, am 22. April 2014 zum Abbruch in Alang eingetroffen                                                                |
| Mercandian Diplomat                     | 11. Februar 1982 / 2. September 1983    | 404/ 8102012                            | K/S Merc-Scandia XXXIII P/R (Per Henriksen), Kopenhagen | 1985 Diplomat, 1985 Mercandian Diplomat, 1989 Azrou, 2002 City of Dubai, 2004 Salam Mas, so in Fahrt |
| Mercandian Senator                      | 15. Juli 1983 / 11. November 1983       | 405/ 8118827                            | K/S Merc-Scandia XXXIV (Per Henriksen), Kopenhagen      | 1988 Azemmour, 1989 Mercandian Senator, 1996 Sirena Azul, 1998 Andalucia Express, 2008 Al Salmy 4, 2011 Burak-K, 2013 Altay, so in Fahrt |
| Mercandian Prince II                    | 10. Juli 1983 / 2. März 1984            | 406/ 8118839                            | K/S Merc-Scandia XXXV (Per Henriksen), Kopenhagen       | 1988 Ferrymar, 1992 Mercandian Prince II, 1994 Umbau zum Autotransporter, 1999 Neptune Olympic, 2009 Al Salmy 5, so in Fahrt |
| Mercandian Queen II                     | 16. Dezember 1983 / 6. April 1984       | 407/ 8131128                            | K/S Merc-Scandia XXXVI (Per Henriksen), Kopenhagen      | 1992 Continental Queen II, 1992 Mercandian Queen II, 1995 Sealift, 1996 Charles Upham, 1998 Don Carlos, 2007 Don Carlos I, 2008 Umbau zum Autotransporter, 2009 Nusantara Sejati, 2022 verschrottet                                              |
| Mercandian Duke                         | 24. Februar 1984 / 12. Juli 1984        | 408/ 8207381                            | Mercandia Rederierna Per Henriksen, Kopenhagen          | 1985 Duke, 1985 Mercandian Duke, 1993 Canarias Express, 2013 My Rose, so in Fahrt |
| Mercandian Admiral II                   | 2. Januar 1983 / 27. Mai 1983           | 409/ 8207393                            | Mercandia Rederierna Per Henriksen, Kopenhagen          | 1988 Ferrymar I, 1988 Mercandian Admiral II, 1989 Umbau zur RoPax-Fähre Heimdal, 2000 Umbau zum Kabelleger, 2017 Abbruch in Alang |
| Equasis, grosstonnage                   |                                         |                                         |                                                         | |